# Resultados do Carnaval de Uruguaiana em 2016
Resultados do Carnaval de Uruguaiana em 2016. O resultado foi divulgado no dia 6 de março.Os Rouxinóis foi a vencedora com o enredo Ô Abre-Alas Que Eu Quero Passar.

## Grupo Especial
| Colocação | Escola                     | Pontos | Punições | Ref.        |
| --------- | -------------------------- | ------ | -------- | ----------- |
| 1º        | Os Rouxinóis               | 438,3  |          | [ 1 ] [ 2 ] |
| 2º        | Unidos da Cova da Onça     | 437,3  |          | [ 1 ] [ 2 ] |
| 3º        | Unidos da Ilha do Marduque | 435,5  | -0,1     | [ 1 ] [ 2 ] |
| 4º        | Bambas da Alegria          | 412,3  | -6       | [ 1 ] [ 2 ] |
| 5º        | Deu Chucha na Zebra        | 408,5  | -1,2     | [ 1 ] [ 2 ] |

## Grupo de acesso
| Colocação | Escola             | Pontos | Nota      | Ref.  |
| --------- | ------------------ | ------ | --------- | ----- |
| 1º        | Imperadores do Sol | 214,3  | Promovida | [ 2 ] |
| 2º        | Apoteose do Samba  |        |           | [ 2 ] |

## Grupo 2
| Colocação | Escola                 | Pontos | Nota      | Ref.  |
| --------- | ---------------------- | ------ | --------- | ----- |
| 1º'       | Unidos da Toca do Lobo | 101,9  | Promovida | [ 2 ] |
| 2º        | Aliança do Samba       |        |           | [ 2 ] |
| 3º        | Unidos da Mangueira    |        |           | [ 2 ] |